# SOTUS (телесеріал, 2016)
SOTUS: The Series — тайський драматичний мінісеріал виробництва «GMM TV» та режисера Пхадуна Самаджана, що його засновано на новелі «SOTUS พี่ว้ากตัวร้ายกับนายปีหนึ่ง» Bitter Sweet. Серіал транслювали щосуботи о 22-й годині із 20 серпня 2016 по 14 січня 2017 року на телеканалі «GMM One».
Спочатку показ хотіли завершити 3 грудня 2016 року, але у зв'язку з оплакуванням тайського короля Пхуміпхона Адуньядета, що помер 13 жовтня, показ серіалу зупинили на 30 днів. Таким чином кінцева серія припала на 14 січня 2017 року. Отже, перші вісім серій було показано в період із 20 серпня по 8 жовтня, а решту — з 19 листопада по 14 січня 2017 року. Повтори транслювали на телеканалі «Line TV».
На початку березня стало відомо, що серіал продовжили на другий сезон, який матиме назву SOTUS S: The Series. Прем'єра відбулася в листопаді 2017 року.

## Сюжет
Щоб стати повноцінними студентами свого факультету, першокурсники проходять систему SOTUS. У підсумку вони мають отримати шестерницю, що є одним із символів Факультету інженерії, на якому вони навчаються. Навчання провадять третьокурсники цього ж факультету. Однак вони часто-густо зловживають своєю владою. Один із першокурсників, на ім'я Конпхоп, намагається пручатися такому ставленню, на що різко реагує голова навчителів — Атхіт. Безперервні сутички між ними згодом призводять до близьких відносин.

## У ролях
- Прачая Рианрот — Конпхоп Суттхілак, першокурсник № 0062
- Пхірават Сенпхотхірат — Атхіт Роджанапхат (Ай-Ун), третьокурсник, голова навчителів першокурсників
- Тхітіпхум Течаапхайкхун — Ем, першокурсник № 0097
- Нін Суваннамат — Ме, першокурсниця № 0151
- Чонкан Апхонсуттхінан — Прем, третьокурсник, навчитель першокурсників
- Тхірапхат Логанан — Вад, першокурсник
- Іттхікон Крайджерін — Нот, третьокурсник, навчитель першокурсників
- Джумпхон Адункіттіпхон — Брай, третьокурсник, навчитель першокурсників
- Кхамчу Наттхаварантхон — Тута, третьокурсник, навчитель першокурсників
- Супсап Пхлойчомпху — Пхрепхайлін, першокурсниця № 0744
- Маріпха Сіріпхун — Мапран, першокурсниця № 0023
- Кон Кхунатхіпопхісірі — Тхів, першокурсник № 0075
- Нарадон Намбунджіт — Ок, першокурсник № 0038